# Сату-Ноу-де-Жос
Сату-Ноу-де-Жос (рум. Satu Nou de Jos) — село у повіті Марамуреш в Румунії. Входить до складу комуни Гроші.
Село розташоване на відстані 403 км на північний захід від Бухареста, 5 км на південь від Бая-Маре, 93 км на північ від Клуж-Напоки.

## Населення
За даними перепису населення 2002 року у селі проживали 836 осіб.
Національний склад населення села:
| Національність | Кількість осіб | Відсоток |
| -------------- | -------------- | -------- |
| румуни         | 825            | 98,7%    |
| угорці         | 10             | 1,2%     |

Рідною мовою назвали:
| Мова      | Кількість осіб | Відсоток |
| --------- | -------------- | -------- |
| румунська | 827            | 98,9%    |
| угорська  | 9              | 1,1%     |